# Альба (одяг)

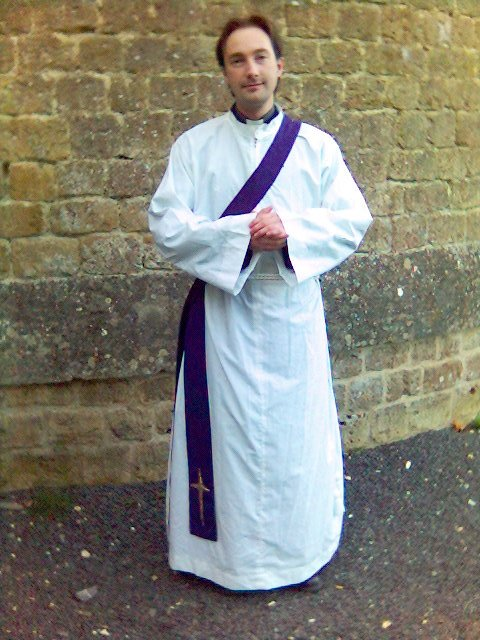
Альба

Альба (лат. alba — «біла») — довгі білі літургійні шати католицьких і лютеранських священиків, підперезані мотузкою. Носіння альби обов'язково для клірика, що здійснює літургію. Виготовляється з тонкої лляної, бавовняної або вовняної тканини. Походить від давньоримської довгої сорочки, що носилась під тунікою.